# 비로비잔
비로비잔(러시아어: Биробиджа́н, 이디시어: ביראָבידזשאן)는 러시아 유대인 자치주의 주청 소재지이며, 비로비잔스키군과 행정적으로는 분리되어 있으나 그 군청이 소재한다. 하바롭스크에서 서쪽으로 150km, 중화인민공화국 국경으로부터 75km 지점에 위치하고 있으며, 시베리아 횡단철도가 통과하고 있다. 면적 169km2, 인구는 67,788명(2024년 인구조사)이다.

## 지명
도시의 이름은 유대인 자치주의 주요 강(江)이자 아무르강의 지류(支流)들인 비라강과 비잔 강에서 따온 것이다. 그런데 비라강만이 도시 부근을 흐르고 있다.

## 역사

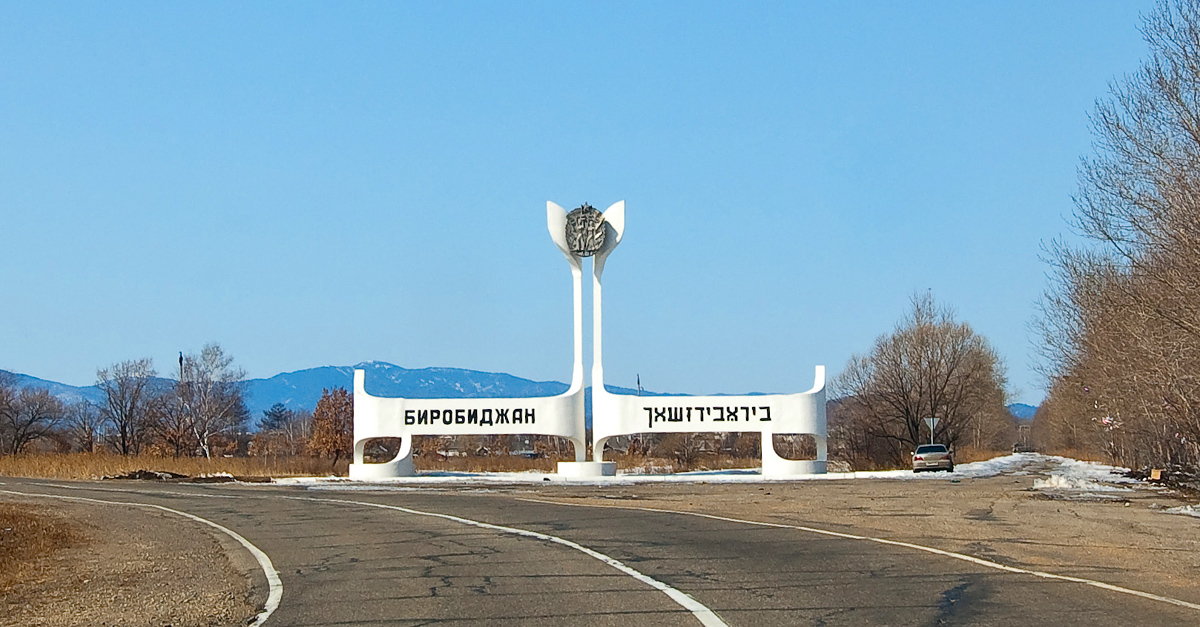
러시아어와 이디시어로 쓰여진 "비로비잔"

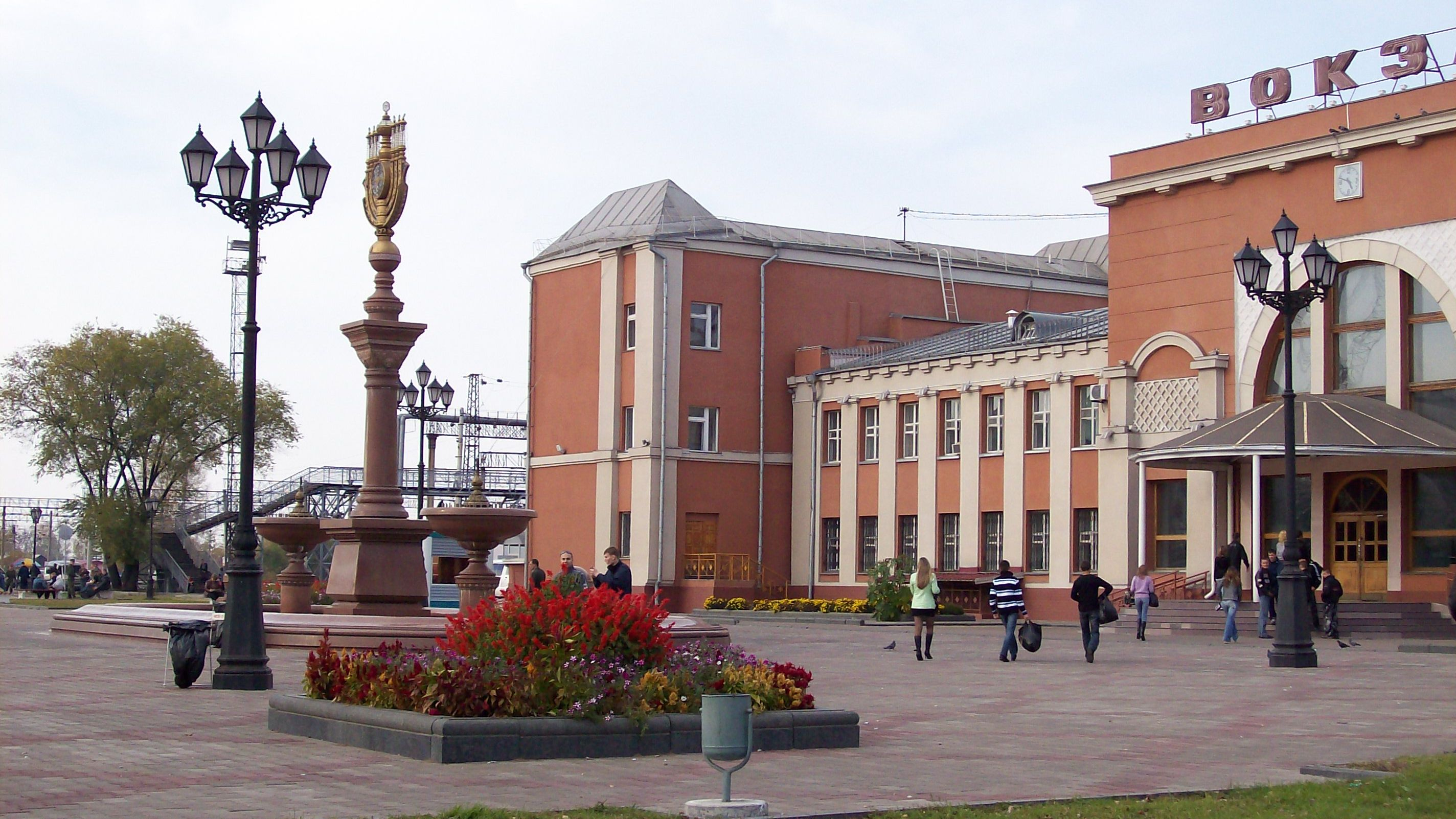
비로비잔 역전(驛前) 광장

1915년 시베리아 횡단철도의 티혼스카야(Тихонькая) 역 부근에 첫 정착지가 세워졌다. 1920년대 후반 소련 정부가 이 곳에 유대인 정착지를 건설하기로 하면서, 그 수도가 될 비로비잔의 도시계획을 스위스인 건축가 하네스 마이어(Hannes Meyer)에게 맡겼다. 티혼스카야는 1931년 10월 10일에 비로비잔이라는 이름으로 개칭되었으며, 1937년 3월 2일에 도시로 승격되었다. 유대인 자치주가 세워지던 1930년대를 전후해 소련의 유대인들 일부가 비로비잔을 비롯한 유대인 자치주로 이주해 왔으며, 소련 외에 미국, 남아메리카, 유럽, 팔레스타인에 살던 유대인 1400여 명 또한 이 곳으로 이주했다. 1930년대 후반에는 지역 소비에트 청사, 사범학교, 도서관, 문화궁전이 세워졌으며, 1939년까지 철도와 의학교가 완비되었다. 그러나 1950년대 이후 유대인의 비중은 줄어만 갔고, 현재는 도시주민의 대부분이 러시아인이다.

## 유대인 및 이디시문화

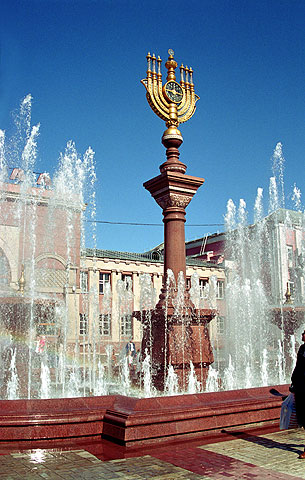
비로비잔의 역전(驛前) 광장에 세워진 메노라

시나고그가 2004년에 문을 열었다. 비로비잔의 랍비 Mordechai Scheiner는 비로비잔에 유대인 4천여 명이 있다고 말했는데, 이 숫자는 비로비잔 인구의 5% 남짓에 해당한다. 비로비잔의 메인스트리트는 이디시어 작가 숄롬 알레이헴(Sholom Aleichem)의 이름을 딴 거리이다.
비로비잔에 근거지를 둔 이디시어 언론으로는 유대인 자치주정부 소유 신문인 비로비자너 슈테른紙가 있는데, 러시아어와 이디시어로 주 2회 발행된다. 그 외에 《디 보흐》誌(Ди Вох: 週日이라는 뜻)가 있다.

## 인구
| 연도                | 인구   | ±%       |
| ------------------- | ------ | -------- |
| 1926                | 831    | —        |
| 1939                | 29,648 | +3467.7% |
| 1959                | 40,667 | +37.2%   |
| 1970                | 55,724 | +37.0%   |
| 1979                | 68,630 | +23.2%   |
| 1989                | 83,667 | +21.9%   |
| 2002                | 77,250 | −7.7%    |
| 2010                | 75,413 | −2.4%    |
| 2021                | 68,536 | −9.1%    |
| Source: Census data |        |          |

## 기후
비로비잔은 몬순습윤대륙성기후(쾨펜의 분류법에 따르면 Dwb)이다. 겨울에는 매우 춥고 건조하며, 여름에는 매우 습하다.
| Birobidzhan의 기후                                              | Birobidzhan의 기후 | Birobidzhan의 기후 | Birobidzhan의 기후 | Birobidzhan의 기후 | Birobidzhan의 기후 | Birobidzhan의 기후 | Birobidzhan의 기후 | Birobidzhan의 기후 | Birobidzhan의 기후 | Birobidzhan의 기후 | Birobidzhan의 기후 | Birobidzhan의 기후 | Birobidzhan의 기후 |
| 월                                                              | 1월                | 2월                | 3월                | 4월                | 5월                | 6월                | 7월                | 8월                | 9월                | 10월               | 11월               | 12월               | 연간               |
| --------------------------------------------------------------- | ------------------ | ------------------ | ------------------ | ------------------ | ------------------ | ------------------ | ------------------ | ------------------ | ------------------ | ------------------ | ------------------ | ------------------ | ------------------ |
| 역대 최고 기온 °C (°F)                                          | −0.4 (31.3)        | 5.9 (42.6)         | 18.4 (65.1)        | 29.8 (85.6)        | 33.7 (92.7)        | 37.1 (98.8)        | 39.9 (103.8)       | 36.8 (98.2)        | 32.7 (90.9)        | 26.9 (80.4)        | 16.1 (61.0)        | 5.2 (41.4)         | 39.9 (103.8)       |
| 일평균 최고 기온 °C (°F)                                        | −15.6 (3.9)        | −10.9 (12.4)       | 0.2 (32.4)         | 9.5 (49.1)         | 18.2 (64.8)        | 24.5 (76.1)        | 26.8 (80.2)        | 24.3 (75.7)        | 18.1 (64.6)        | 8.5 (47.3)         | −4.1 (24.6)        | −14.2 (6.4)        | 7.0 (44.6)         |
| 일일 평균 기온 °C (°F)                                          | −22.2 (−8.0)       | −16.5 (2.3)        | −6.4 (20.5)        | 5.4 (41.7)         | 13.0 (55.4)        | 18.9 (66.0)        | 21.1 (70.0)        | 19.2 (66.6)        | 12.8 (55.0)        | 3.9 (39.0)         | −9.2 (15.4)        | −18.8 (−1.8)       | 1.9 (35.4)         |
| 일평균 최저 기온 °C (°F)                                        | −27.4 (−17.3)      | −26.4 (−15.5)      | −16.5 (2.3)        | −3.4 (25.9)        | 5.0 (41.0)         | 12.5 (54.5)        | 15.1 (59.2)        | 13.4 (56.1)        | 5.9 (42.6)         | −1.3 (29.7)        | −16.9 (1.6)        | −26.6 (−15.9)      | −3.6 (25.5)        |
| 역대 최저 기온 °C (°F)                                          | −43.7 (−46.7)      | −39.9 (−39.8)      | −34.1 (−29.4)      | −19.7 (−3.5)       | −3.9 (25.0)        | 1.5 (34.7)         | 5.9 (42.6)         | 3.7 (38.7)         | −3.9 (25.0)        | −19.8 (−3.6)       | −33.6 (−28.5)      | −37.9 (−36.2)      | −43.7 (−46.7)      |
| 평균 강수량 mm (인치)                                           | 6 (0.2)            | 5 (0.2)            | 13 (0.5)           | 35 (1.4)           | 61 (2.4)           | 108 (4.3)          | 147 (5.8)          | 154 (6.1)          | 88 (3.5)           | 35 (1.4)           | 19 (0.7)           | 11 (0.4)           | 682 (26.9)         |
| 평균 강수일수                                                   | 2                  | 2                  | 4                  | 6                  | 10                 | 12                 | 13                 | 13                 | 10                 | 5                  | 4                  | 3                  | 84                 |
| 출처 1: World Meteorological Organisation (UN)                  |                    |                    |                    |                    |                    |                    |                    |                    |                    |                    |                    |                    |                    |
| 출처 2: [www.retscreen.net/ru/home.php NASA RETScreen Database] |                    |                    |                    |                    |                    |                    |                    |                    |                    |                    |                    |                    |                    |

## 경제
섬유와 신발제조를 중심으로 한 경공업이 주로 이뤄진다. 또한 차량수리공장, 가구공장, 식품공장도 있다.

## 자매 도시
- 미국 비버튼 (오리건주) - 1990년 8월 13일[8]
- 이스라엘 말로트타르시하 - 1995년 10월 15일[9]
- 중화인민공화국 학강(鶴崗) - 2001년 10월 30일[10][9]
- 일본 니가타현 도요사카 시(豊栄市: 현재의 니가타시 도요사카에 구) - 2005년 8월 30일[9]
- 중화인민공화국 이춘(伊春) - 2011년 5월 18일[8]

### 우호협력도시
- 대한민국 의정부시(議政府市) - 2010년 11월 2일[9][11]

## 같이 보기
- 새 예루살렘